# بخش مونرو (شهرستان پوتنام، اوهایو)
بخش مونرو (به انگلیسی: Monroe Township) یک منطقهٔ مسکونی در ایالات متحده آمریکا است که در شهرستان پاتنم، اوهایو واقع شده‌است.
 بخش مونرو ۹۲٫۹ کیلومتر مربع مساحت و ۲٬۲۳۴ نفر جمعیت دارد و ۲۱۸ متر بالاتر از سطح دریا واقع شده‌است.